# Wildhaus Pass
Il Wilhaus è un valico alpino che collega la regione del Toggenburgo con  quella del Werdenberg nel Canton San Gallo, Svizzera. Il passo divide i monti del gruppo del Säntis da quelli del Churfirsten.